# Эргодичность
Эргодичность — специальное свойство некоторых динамических систем, состоящее в том, что в процессе эволюции почти каждое состояние с определённой вероятностью проходит вблизи любого другого состояния системы.
Эргодическая теория — один из разделов общей динамики.

## Эргодические системы
Для эргодических систем математическое ожидание по временным рядам должно совпадать с математическим ожиданием по пространственным рядам.
То есть для определения параметров системы можно долго наблюдать за поведением одного её элемента, а можно за очень короткое время рассмотреть все её элементы (или достаточно много элементов). Если система обладает свойством эргодичности, то в обоих случаях получатся одинаковые результаты.
Преимущество эргодических динамических систем в том, что при достаточном времени наблюдения такие системы можно описывать статистическими методами.
Например, температура газа — это мера средней энергии молекулы. Предварительно необходимо доказать эргодичность данной системы.

## Определение
Пусть {\displaystyle (X,\;\Sigma ,\;\mu \,)} есть вероятностное пространство и {\displaystyle T:X\to X} — отображение, сохраняющее меру.
Отображение T эргодично по отношению к {\displaystyle \mu }, если выполнено следующее условие:
для любого T-инвариантного подмножества {\displaystyle E\in \Sigma } (то есть такого, что {\displaystyle T^{-1}(E)=E}) либо {\displaystyle \mu (E)=0}, либо {\displaystyle \mu (E)=1}.

### Замечания
Определение эквивалентно следующим условиям,
- Для любого подмножества {\displaystyle E\in \Sigma } положительной меры имеем
{\displaystyle \mu \left(\bigcup _{n=1}^{\infty }T^{-n}E\right)=1};
- Для любых двух множеств E и H положительной меры существует n > 0 такое, что *:{\displaystyle \mu ((T^{-n}E)\cap H)>0};
- Любая T-инвариантная измеримая функция {\displaystyle f:X\to \mathbb {R} } почти везде постоянна.